# Ringkøbing K
|  | Fremtidig bygning Denne artikel omhandler en bygning, der er under opførelse. Det er derfor muligt, at indholdet er af spekulativ natur, og ligeledes, at indholdet kan ændre sig markant efterhånden som flere oplysninger bliver tilgængelige. |

 Ringkøbing K er en kommende bydel med 1.100 boliger, og kommer til at ligge syd for Ringkøbing. Ringkøbing-Skjern Kommune og Realdania By står for byggeriet, som vil blive bygget over 30 år.
Det Ringkøbing-Skjern Kommune ønsker at vise med den nye by er, hvordan en bæredygtig og fremtidssikret by i et kystnært område kan blive bygget, selvom byen ikke ligger ved de store vækstcenter i Danmark. Byen skal være med til at fastholde og tiltrække nye borgere, samt understøtte udvikling i hele Ringkøbing-Skjern Kommune.
Ringkøbing K bliver godt forbundtet rent trafikalt til resten af landet. Da der er hovedveje primærrute 16 mod Holstebro og primærrute 15 mod Herning. Derudover bliver det lettere at komme til det nye Gødstrup Sygehus ved Herning fra Ringkøbing, da Vejdirektoratet har lavet en motorvej (Messemotorvejen) sekundærrute 502 der går vest om Herning, fra Snejbjerg til Sinding. Motorvejen åbnede den 28. maj 2017.
Derudover er der fra Ringkøbing togforbindelser mod Holstebro og Esbjerg.